# Maxillaria mathewsii
Maxillaria mathewsii är en orkidéart som beskrevs av John Lindley. Maxillaria mathewsii ingår i släktet Maxillaria och familjen orkidéer. Inga underarter finns listade i Catalogue of Life.